# 唐樹楠

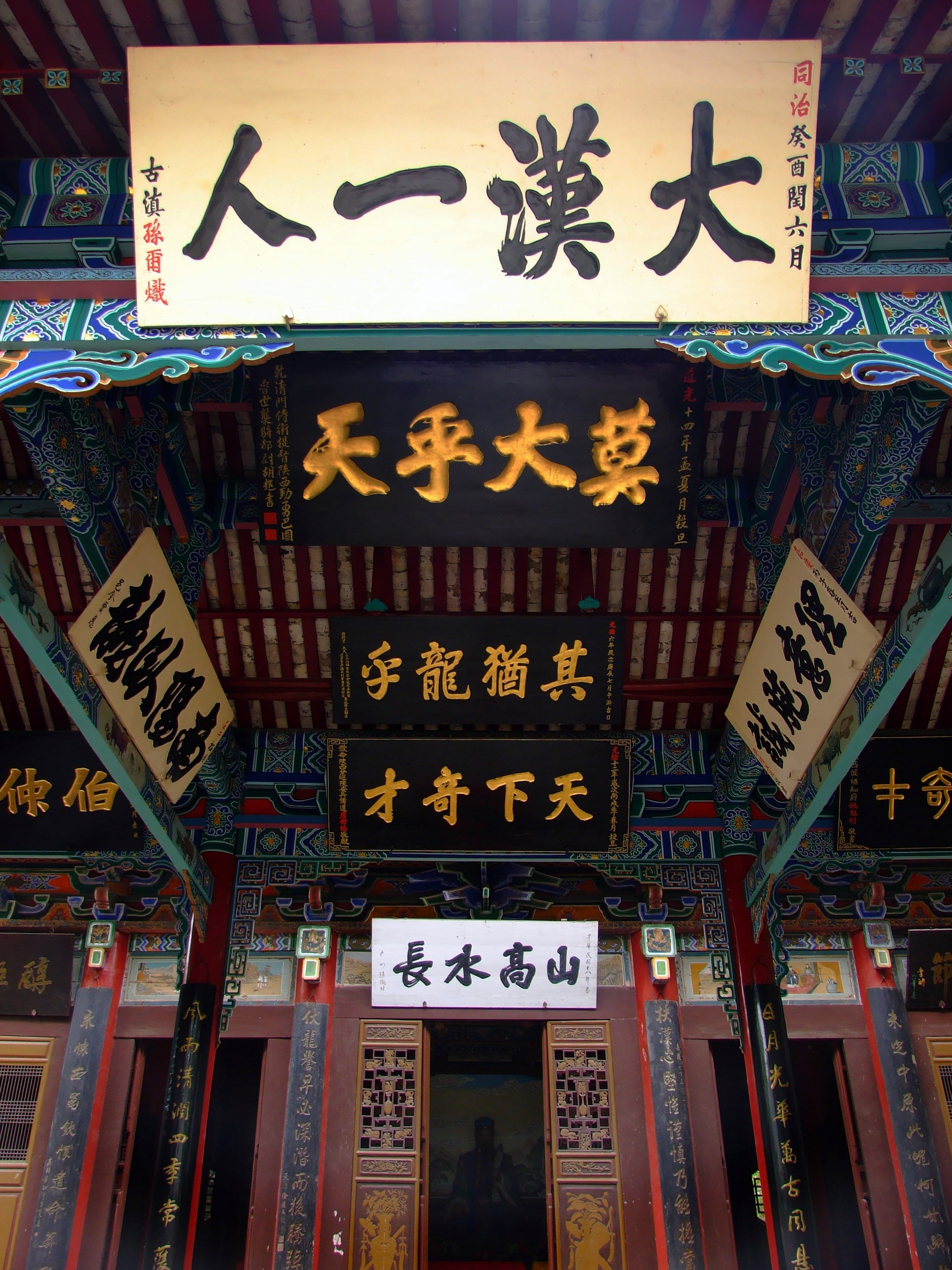
時任陝安兵備道的唐樹楠在漢中武侯祠題寫的“天下奇才”匾額

唐樹楠（1832年—？），湖南長沙府善化縣人。
咸豐七年（1857年）舉人，報捐員外郎，籤分刑部山西司行走，同治六年（1867年）丁母憂，同治十年（1871年）任刑部安徽司郎中。光緒二年（1876年）任陝西道監察御史。光緒九年（1883年）出任陝西陝安道。官至陝西按察使。